# 松兰山
29°26′37.9″N 121°58′04.3″E / 29.443861°N 121.967861°E
松兰山为中国浙江省象山县境内的一处滨海旅游景区。景区位于丹东街道和爵溪街道境内海岸，距离象山县城9千米，规划面积31.22平方千米，为国家4A级旅游景区、浙江省级旅游度假区。景区内山峰为天台山余脉，形成多处岛礁、岬角。岬间海湾内有小块沙滩，形成东沙滩、南沙滩、白沙湾等沙滩。部分海岸地形较为险峻，岩洞深邃，有五龙聚会的传说。
松兰山曾为宁波市水上运动训练基地，为宁波市、浙江省帆船、帆板运动训练场所。2022年亚洲运动会帆船帆板比赛也将在位于松兰山的浙江海洋运动中心举行。